# Kathedraal van Matera
De kathedraal van Matera (Italiaans: Cattedrale della Madonna della Bruna e di Sant’Eustachio) is de belangrijkste rooms-katholieke kerk in Matera. Het is de kathedrale kerk van het aartsbisdom Matera-Irsina. De kerk is gebouwd in de 13e eeuw in Apulisch-romaanse stijl en staat op het hoogste punt van de stad tussen de twee Sassi.

## Geschiedenis
Op het terrein van het oude Benedictijner klooster van Sint-Eustachius, de beschermheilige van de stad (waar eind 1093 paus Urbanus II een tijdlang had verbleven), werd in 1230 begonnen met de bouw van de kathedraal. Enkele jaren daarvoor had paus Innocentius III de stad Matera in combinatie met Acerenza verheven tot aartsbisdom. De nieuwe kerk moest door zijn omvang de omliggende bebouwing en de twee valleien aan de voet van de Sassi domineren. Daartoe was het nodig de rotsbodem met meer dan zes meter op te hogen. De kathedraal werd in 1270 voltooid en daarna gewijd aan Maria, zoals blijkt uit een notariële akte uit die tijd. In een testament uit 1318 kreeg de kerk als titel ‘Maria dell’Episcopio’ en vanaf 1389, toen paus Urbanus VI (de voormalige aartsbisschop van Matera) het feest van de Maria-Visitatie instelde, heette de kerk officieel Santa Maria della Bruna, omdat ook Maria een beschermheilige van de stad was. In 1629 wijdde Mgr. Fabrizio Antinori, de aartsbisschop van Matera, de kerk ‘alla Madonna della Bruna ed a sant’ Eustachio’. Op 2 juli 1962 verhief paus Johannes XXIII de kerk tot basilica minor. In 1991 bezocht paus Johannes Paulus II de kerk.
Sinds 2003 waren er uitgebreide restauraties aan de gang. In 2006 zijn er een aantal verstevigingen aangebracht aan de middeleeuwse dakconstructie en werden kapotte daklijsten hersteld. Deze werkzaamheden werden mede gefinancierd door een bijdrage van de Italiaanse Lotto. Op 5 maart 2016 werd de kerk weer officieel ingewijd voor de eredienst door Pietro Parolin, de staatssecretaris van het Vaticaan. Bij deze gelegenheid opende hij ook de Heilige Deur vanwege het Heilig Jaar. Hierbij waren ook verschillende andere bisschoppen en aartsbisschoppen uit de regio aanwezig.

## Beschrijving

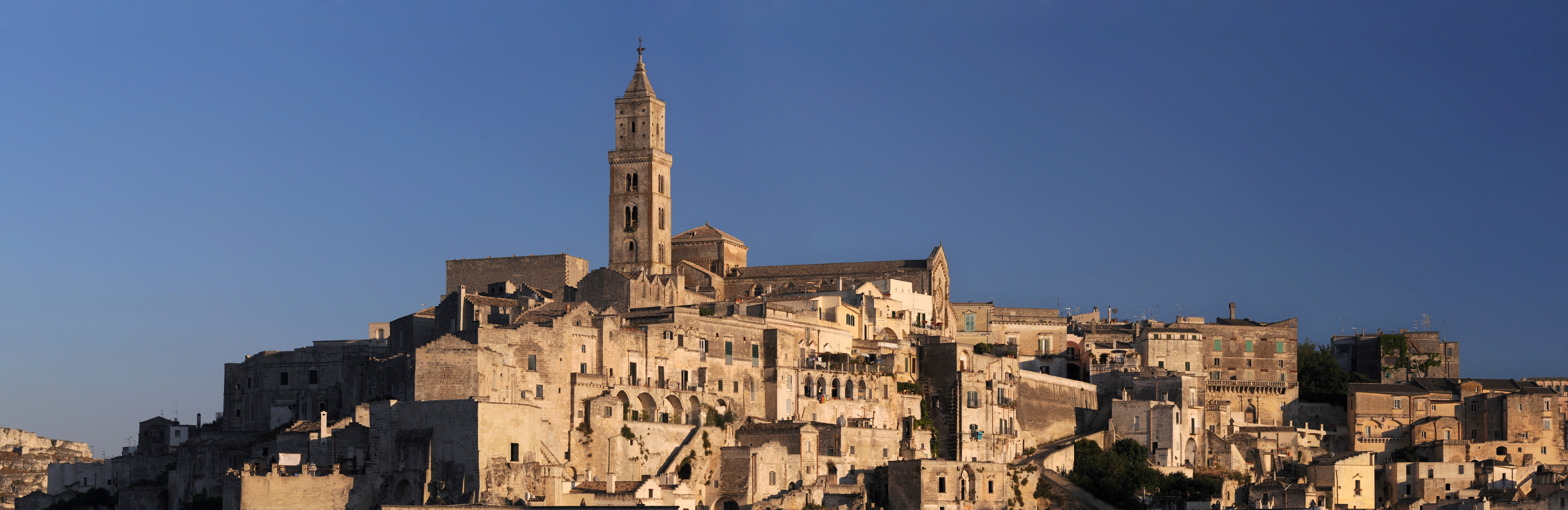
De kathedraal en de Sassi van Matera

### Exterieur
Anders dan het interieur, dat in de loop der tijd heel wat veranderingen heeft ondergaan, is het exterieur van de kerk vrijwel ongewijzigd gebleven. De voorgevel wordt gedomineerd door een groot roosvenster met zestien stralen. Erboven staat een beeld van de aartsengel Michael en naast het venster twee mannenfiguren. Eronder staat een figuur die als Atlas is afgebeeld en zo het venster lijkt te dragen. Naast het roosvenster staan vier zuilen, terwijl er onder het fronton nog eens twaalf staan. Zij symboliseren samen de vier evangelisten en de twaalf apostelen. De zuilen rusten op atlanten. In het midden van de gevel is de ingangspoort met een rondboog erboven. In het lunet staat een beeld van Maria della Bruna. Naast de poort staan beelden van Petrus en Paulus en in de hoeken van de gevel staan 16e-eeuwse beelden in hoogreliëf van Eustachius en Theopista. In de rechter zijgevel aan Piazza Duomo zijn twee andere poorten, waarvan de achterste het meest karakteristiek is. Deze heet ‘Leeuwenpoort’ vanwege de twee gebeeldhouwde leeuwen die op sokkels zitten en zuilen ondersteunen. In het lunet boven de andere deur (de ‘Pleinpoort’) is een basreliëf van Abraham aangebracht, de vader van de monotheïstische godsdiensten, die ten tijde van de bouw van de kerk alle drie in Matera aanwezig waren. Links achter de kerk bevindt zich de klokkentoren. Deze is gelijktijdig met de kerk gebouwd en is 52 meter hoog, verdeeld over vier verdiepingen. Drie verdiepingen hebben een bifoor en de vierde een monofoor. De toren wordt bekroond met een piramidevormige spits. Deze is van later tijd.

### Interieur
De kerk is gebouwd in de vorm van een Latijns kruis. Het middenschip is hoger dan de twee zijschepen. Deze worden door twee rijen van tien zuilen van het middenschip gescheiden. Vanaf 1627 is het interieur sterk veranderd door de toevoeging van sierstucwerk en andere decoraties. In 1776 werden het stucwerk en de bogen en lijsten boven de zuilen deels voorzien van bladgoud. Het middenschip wordt verlicht door vijf grote ramen aan beide zijkanten. In 1719 kreeg de kerk een nieuw houten plafond, dat in de 19e eeuw werd voorzien van drie schilderingen van de hand van Battista Santoro, een schilder uit Calabrië.
Van belang is een fresco in Byzantijnse stijl uit 1270. Het stelt de Madonna della Bruna voor met het kind Jezus. Hij maakt met twee vingers een zegenend gebaar. Het schilderij wordt toegeschreven aan Rinaldo da Taranto. Het staat op het altaar van de eerste kapel van het linker zijschip. Het altaar in de tweede kapel is gewijd aan Sint Johannes van Matera. Hier ligt een sarcofaag met zijn relikwieën. Het derde altaar is gewijd aan de heilige Anna. Hier hangt een bijzonder schilderij uit 1633 van Francesco da Martina. Voorbij de sacramentskapel ligt een kapel uit de Renaissance met de Annunciatie als thema. Deze door Giulio Persio gemaakte kapel heeft een cassettenplafond en nissen in de muren. Achteraan in het linker zijschip is de kapel waar zich de kribbe bevindt, een hardstenen kunstwerk uit 1534 van Altobello Persio en Sannazaro di Alessano waarin verschillende elementen verwijzen naar de stad Matera. Ook van Altobello Persio is een rijk uitgevoerd stenen altaarretabel met beeldhouwwerk. Dit werk komt uit 1539 en staat nu achter in het linker dwarsschip.
Het hoofdaltaar uit 1627 heeft een groot altaarstuk van Fabrizio Santafede. Hierop is Maria te zien, omringd door heiligen. In de apsis is het kostbare houten koorgestoelte uit 1453 te zien. Giovanni Tantino di Ariano Irpino zorgde voor het houtsnijwerk van dit meubel in massief notenhout. Het koorgestoelte is verdeeld in 60 zitplaatsen. Rechts boven het altaar bevindt zich een pijporgel. Het is gebouwd door de orgelbouwers Ruffatti uit Padua en telt twee klavieren en een pedaal. Het orgel heeft 35 registers.
In de eerste kapel in het rechter zijschip is een beeld van Maria tussen de heiligen Hilarius en Johannes van Matera, een kunstwerk van Domizio Persio uit 1592. Bij de Leeuwenpoort is een schilderij van Sint Cajetanus, gemaakt door Carlo Rosa in 1652. Bij het derde altaar is een 16e -eeuws kruisbeeld van beschilderd hout. Bij het laatste altaar is een veelluik van Vito Antonio Conversi. Weer terug bij de hoofdingang is een kostbaar fresco van het Laatste Oordeel te zien. Deze schildering uit de 14e eeuw is tijdens restauratiewerkzaamheden weer tevoorschijn gekomen. Het is het enige voorbeeld van de originele beschildering van de kerk, uitgevoerd door Rinaldo di Taranto.